# Rhacophorus feae
Espèce
Synonymes
- Polypedates feae (Boulenger, 1893)

Statut de conservation UICN

 LC  : Préoccupation mineure
Rhacophorus feae est une espèce d'amphibiens de la famille des Rhacophoridae.

## Répartition
Cette espèce se rencontre, :
- en Birmanie ;
- au Laos ;
- en Thaïlande ;
- au Viêt Nam ;
- dans le sud du Yunnan en République populaire de Chine.

## Description
Rhacophorus feae mesure environ 125 mm. Son dos est vert avec de petites taches dorées. Sa gorge est pourpre ; son ventre est blanchâtre.

## Étymologie
Cette espèce a été nommée en l'honneur de Leonardo Fea (1852-1903) qui a obtenu les premiers spécimens.

## Publication originale
- Boulenger, 1893 : Concluding report on the reptiles and batrachians obtained in Burma by Signor L. Fea, dealing with the collection made in Pegu and the Karin Hills in 1887–88. Annali del Museo Civico di Storia Naturale di Genova, ser. 2, vol. 13, p. 304–347 (texte intégral).